# Zone neutre entre la rivière Sabine et la rivière Calcasieu
1806–1821
Entités précédentes :
- Louisiane française
- Louisiane espagnole

Entités suivantes :
- Texas espagnol (1804)
- Territoire d'Orléans (1804)
- Louisiane (1812)

La zone neutre entre la rivière Sabine et la rivière Calcasieu (en anglais : Neutral Ground, également connu sous le nom de Neutral Strip, Neutral Territory ou No Man's Land of Louisiana), parfois appelé anachroniquement comme l'État libre de Sabine, était une zone contestée entre le Texas espagnol et les États-Unis après l'achat de la Louisiane en 1804. Les officiers locaux d'Espagne et des États-Unis ont accepté de laisser la zone neutre temporairement hors de la juridiction de l'un ou l'autre pays. La région, maintenant dans l'ouest de la Louisiane, avait un statut neutre de 1806 à 1821.

## Contexte
L'Espagne était préoccupée depuis de nombreuses années par ce qu'elle considérait comme l'empiètement des Français de la Louisiane au Texas. Vers 1734, les Français ont déplacé leur poste à Natchitoches de l'est au côté ouest de la rivière Rouge. Le gouverneur espagnol du Texas, Manuel de Sandoval, avait été réprimandé pour ne pas avoir protesté contre cette violation de ce que l'Espagne croyait être son territoire souverain. En 1740, le gouverneur Prudencio de Orobio y Basterra reçut l'ordre d'enquêter sur l'intrusion française dans la région de Natchitoches. D'autres enquêtes ont été ordonnées en 1744 et 1751.
En 1753, le gouverneur du Texas, Jacinto de Barrios y Jáuregui, a déterminé que les Français avaient empiété sur le Texas en occupant un territoire à l'ouest d'Arroyo Hondo, un petit ruisseau dans la paroisse ouest de Natchitoches qui avait été auparavant utilisé par les Français comme frontière ouest avec le Texas. En 1764, le différend frontalier devint temporairement théorique après la cession par la France de sa colonie de Louisiane à l'Espagne lors du traité de Fontainebleau en 1762. Cette colonie était le vaste territoire à l'ouest du fleuve Mississippi, couvrant son bassin versant en rive droite, plus la Nouvelle-Orléans et ses environs immédiats. Le transfert a été effectué sans résoudre le différend frontalier antérieur, qui ne semblait pas significatif dans les circonstances. L'Espagne a administré la région de La Havane, sous-traitant la gouvernance à des personnes de nombreuses nationalités tant qu'elles juraient allégeance à l'Espagne et promettaient de prier publiquement dans les églises catholiques. De nombreux Américains ont profité de ces subventions qui seront finalement connues sous le nom de Rio Hondo claims.
Par le troisième traité secret de San Ildefonso du 1er octobre 1800, la Louisiane fut officiellement retournée à la France, bien que les Espagnols continuaient de l'administrer. Les termes du traité ne précisaient pas les limites du territoire restitué. Les rumeurs du traité ont atteint le président américain Thomas Jefferson, qui cherchait à acheter des terres à l'embouchure du Mississippi pour garantir l'accès américain au golfe du Mexique. Jefferson a découvert que Napoléon Ier était prêt à vendre tout le territoire de la Louisiane pour aider à financer ses guerres en Europe. La France prit le contrôle officiel de la Louisiane de l'Espagne le 30 novembre 1803 et remit La Nouvelle-Orléans aux États-Unis le 20 décembre 1803. Les États-Unis prirent possession du reste du territoire le 10 mars 1804. L'achat de la Louisiane a doublé la superficie des États-Unis et a ouvert l'expansion des États-Unis vers l'ouest jusqu'à l'océan Pacifique et la côte du golfe du Mexique.

## Le différend frontalier entre l'Espagne et les États-Unis

Drapeau des États-Unis 1806-1818

Drapeau des États-Unis 1818-1819

Drapeau des États-Unis 1819-1820

Drapeau des États-Unis 1820-1821

Drapeau militaire espagnol 1806-1821

Drapeau du Premier Empire Mexicain 1821

Drapeau de la Louisiane 1812-1821

Les limites précises du territoire de la Louisiane n'avaient pas encore été déterminées. Les États-Unis, ayant acheté le territoire à la France, ont revendiqué les mêmes frontières que la France avait revendiquées avant le transfert à l'Espagne en 1762. En fait, les États-Unis ont revendiqué le Rio Grande comme frontière occidentale, sur la base de l'établissement temporaire fondé par René-Robert Cavelier de La Salle au Texas en 1684. La réclamation américaine la plus grave concernait cependant la rivière Sabine, frontière actuelle entre les États américains de la Louisiane et du Texas. Les revendications espagnoles étaient les mêmes qu'auparavant, sur l'Arroyo Hondo dans la paroisse des Natchitoches et, au sud des collines de Kisatchie, à la rivière Calcasieu.
Les négociations pour résoudre le différend ont échoué en 1805 lorsque l'Espagne a rompu ses relations diplomatiques avec les États-Unis. D'octobre 1805 à octobre 1806, il y a eu des escarmouches continuelles, verbales et militaires, autour de la rivière Sabine. Il y avait des rumeurs selon lesquelles les deux parties amassaient des troupes près de la zone contestée.

## Création de la zone neutre
Aucune des deux parties, cependant, ne voulait entrer en guerre pour le différend.
Afin d'éviter de nouveaux affrontements armés, le général américain James Wilkinson et le lieutenant-colonel espagnol Simón de Herrera, les deux commandants militaires de la région, ont signé un accord déclarant le territoire litigieux zone neutre (5 novembre 1806), jusqu'à ce que la frontière puisse être formellement établie par leurs gouvernements respectifs. L'accord n'était pas un traité et n'a été ratifié par aucun des deux gouvernements, bien qu'il ait été largement respecté. Même avec cet accord, les limites de la zone neutre n'étaient pas entièrement précisées.
La rivière Arroyo Hondo et la rivière Calcasieu (alors non connectées) constituaient la limite orientale, la rivière Sabine servant de limite occidentale. La frontière sud était sans aucun doute le golfe du Mexique, et on peut supposer que la frontière nord était approximativement le 32e parallèle.
Il comprenait des parties des paroisses actuelles de Louisiane de De Soto, Sabine, Natchitoches, Vernon, Rapides, Beauregard, Allen, Calcasieu, Jefferson Davis et Cameron.
La zone couverte par l'accord a été déclarée interdite aux soldats des deux pays. L'accord stipulait également qu'aucun colon ne serait autorisé dans la zone neutre. Néanmoins, les colons de la Nouvelle-Espagne et du territoire des États-Unis ont commencé à s'installer. Après que la région a été reconnue comme faisant partie des États-Unis, ces colons ont obtenu des revendications de propriété familiale de troisième classe. (Ceux qui avaient des concessions de terres espagnoles antérieures à la vente de l'achat de la Louisiane aux États-Unis se sont vu accorder des réclamations de première classe.) Certains des colons des États-Unis formeraient le noyau de la communauté Redbone de Louisiane. Cette zone sans loi a également attiré des exilés, des déserteurs, des réfugiés politiques, des chasseurs de fortune et une variété de criminels. Finalement, les bandits de grand chemin se sont organisés à un point tel qu'ils occupaient des avant-postes et organisaient des espions afin de mieux rançonner les voyageurs tout en évitant les militaires américains et espagnols.
En 1810 et de nouveau en 1812, les deux gouvernements ont envoyé des expéditions militaires conjointes dans la région pour expulser les hors-la-loi.

## Résolution et évolutions postérieures
Le traité d'Adams-Onís signé en 1819 et ratifié en 1821, reconnaissait la revendication américaine, fixant la frontière à la rivière Sabine. L'Espagne a renoncé à toute réclamation dans la région. Deux ans après la négociation du traité, la Nouvelle-Espagne gagna son indépendance en devenant le Premier Empire mexicain.
Après le traité, cependant, la zone neutre et la partie adjacente de l'est du Texas sont restés entre les mains des Espagnols. La guerre entre les régulateurs et les modérateurs ou guerre du comté de Shelby dans l'est du Texas en 1839-1844 a ses racines dans l'anarchie antérieure de la zone neutre.